# Алкала-де-Чиверт
Алкала-де-Чиверт, Алькала-де-Чиверт (валенс. Alcalà de Xivert (офіційна назва), ісп. Alcalá de Chivert) — муніципалітет в Іспанії, у складі автономної спільноти Валенсія, у провінції Кастельйон. Населення — 7860 осіб (2010).

## Географія
Муніципалітет розташований на відстані близько 330 км на схід від Мадрида, 41 км на північний схід від міста Кастельйон-де-ла-Плана.
На території муніципалітету розташовані такі населені пункти: (дані про населення за 2010 рік)
- Алкала-де-Чиверт: 3896 осіб
- Алкосебре: 2300 осіб
- Капікорп: 266 осіб
- Лас-Фуентес: 1398 осіб

## Демографія
Динаміка населення (INE ):

## Галерея зображень

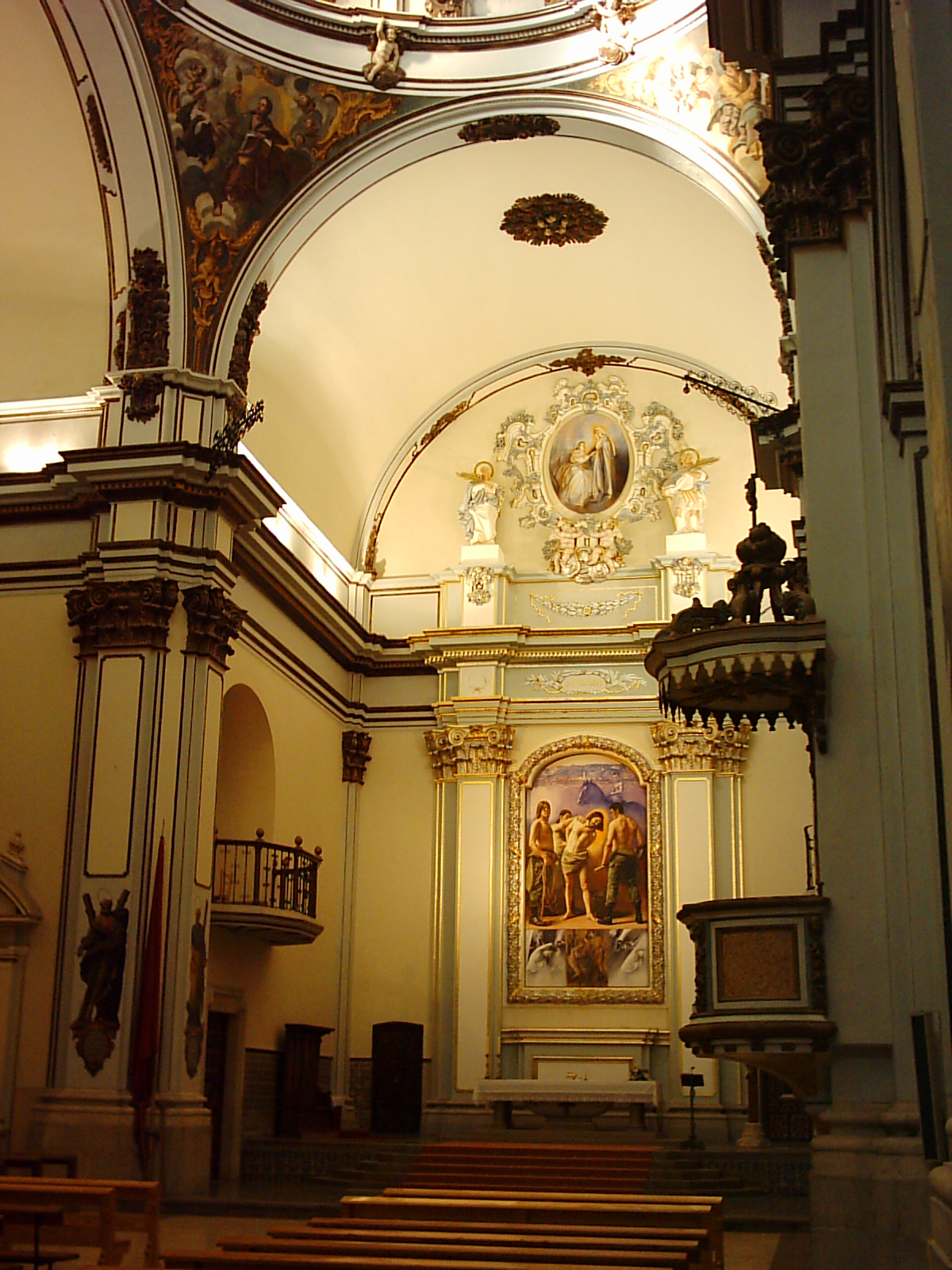
Інтер'єр церкви Сан-Хуан-Баутіста
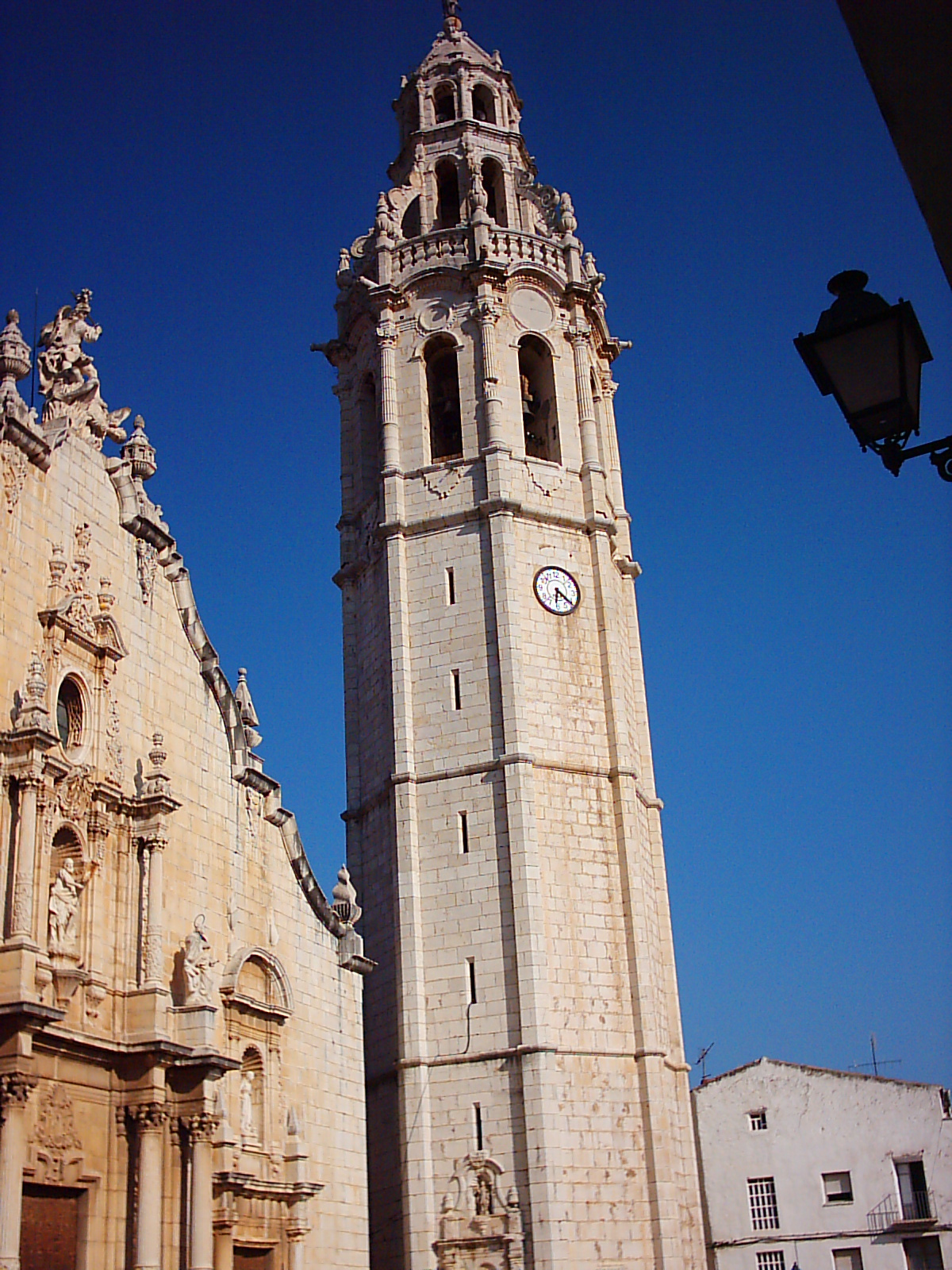
Дзвіниця церкви Сан-Хуан-Баутіста
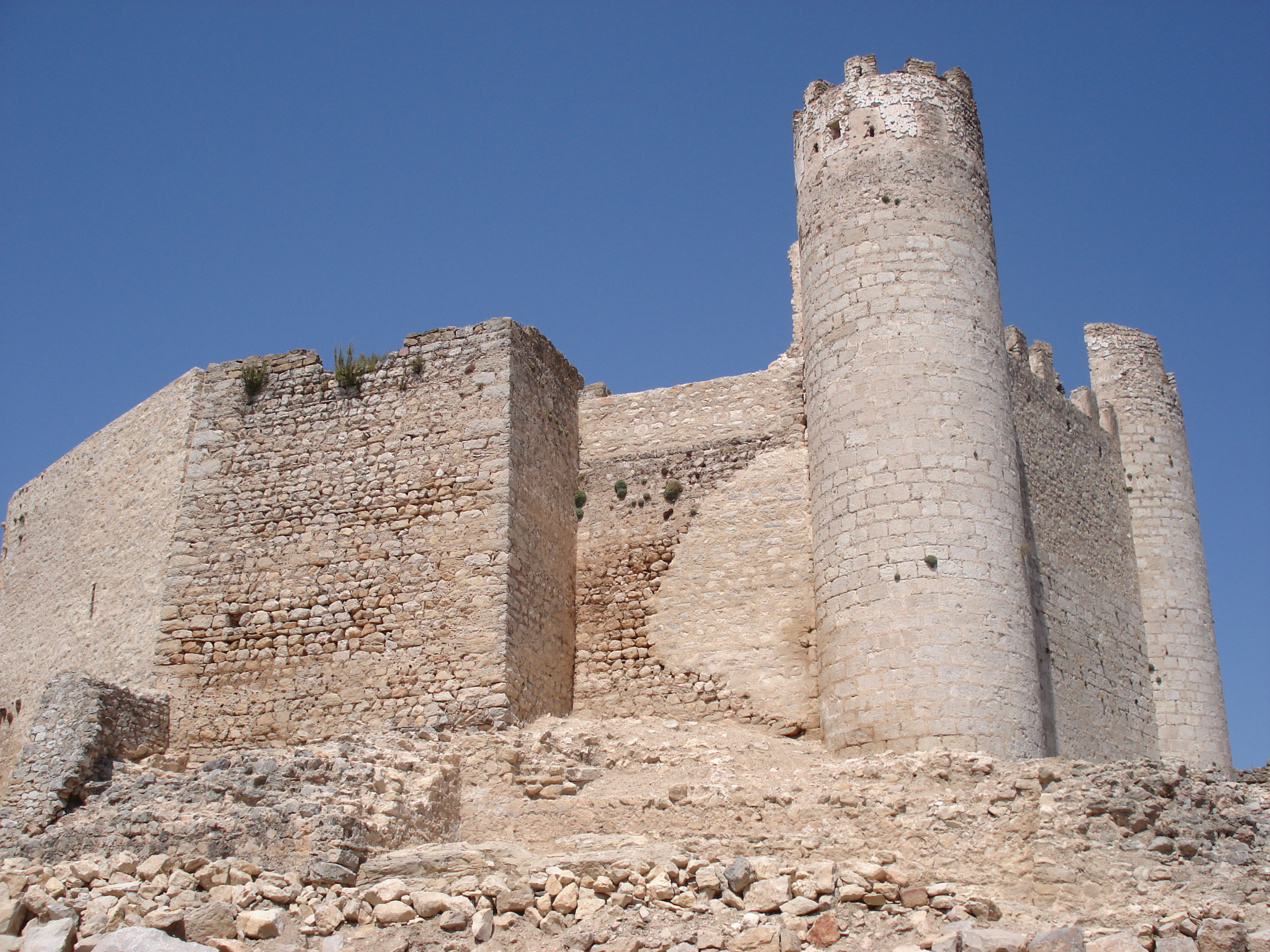
Замок
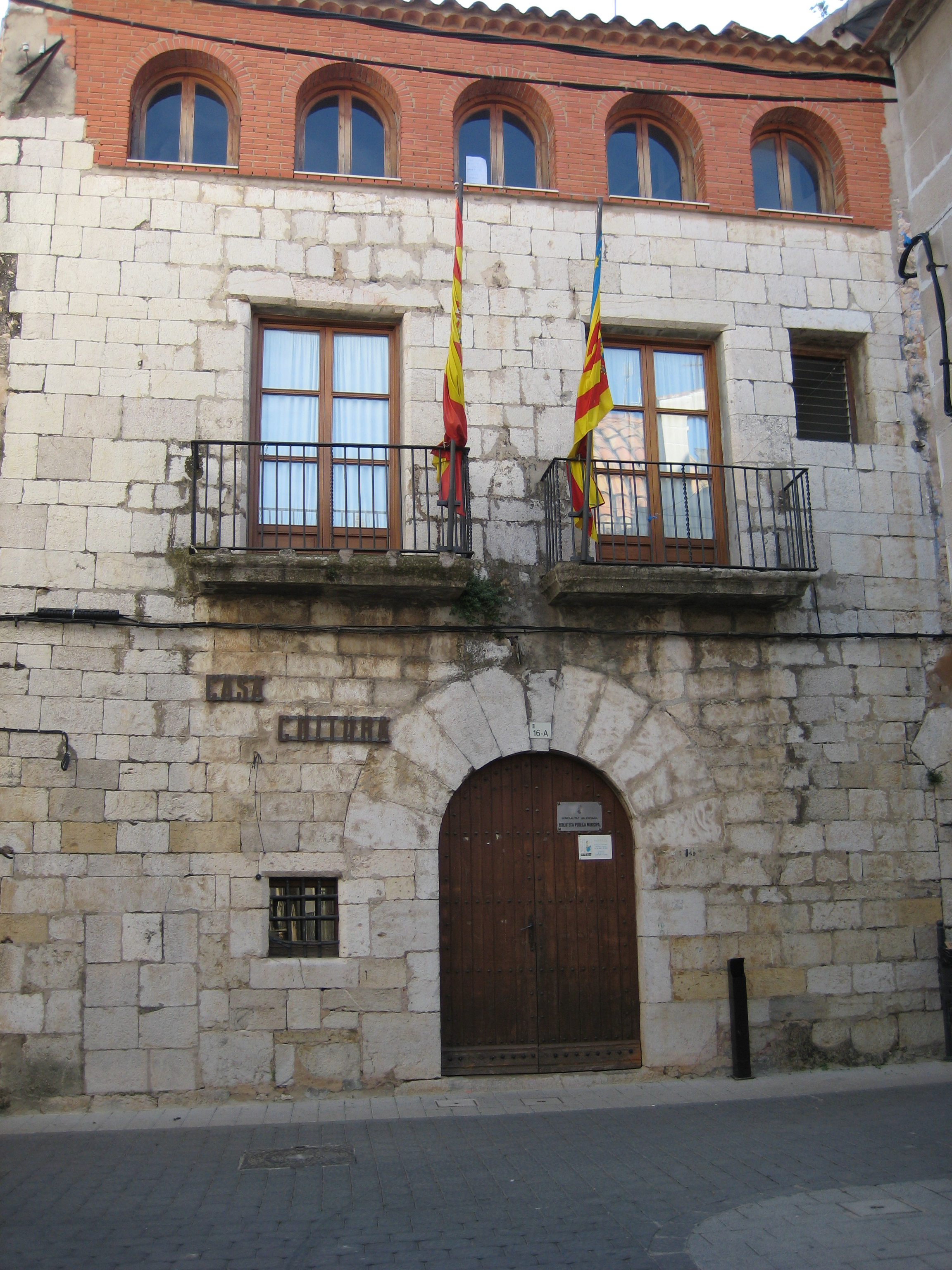
Дім культури
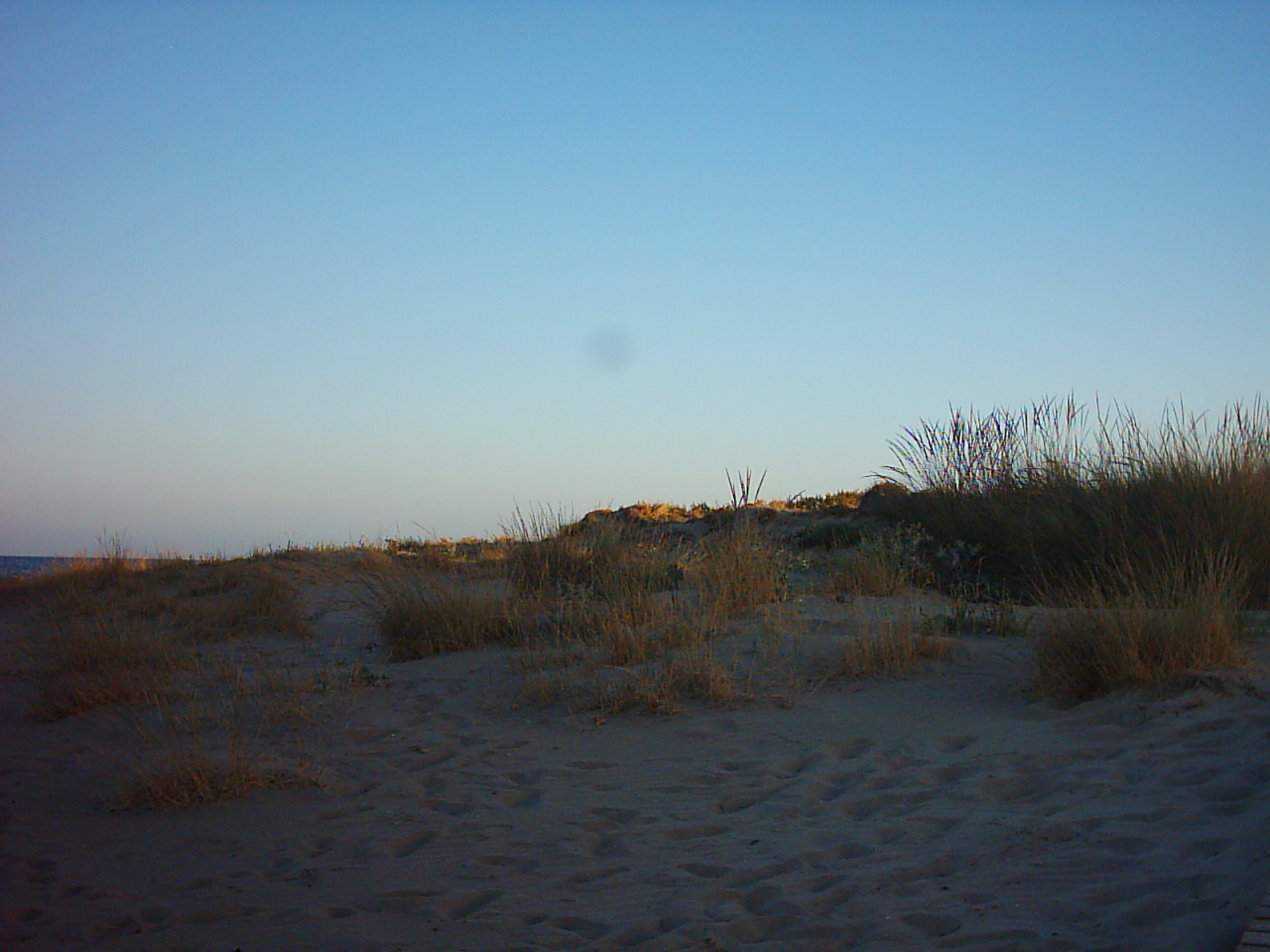
Дюни
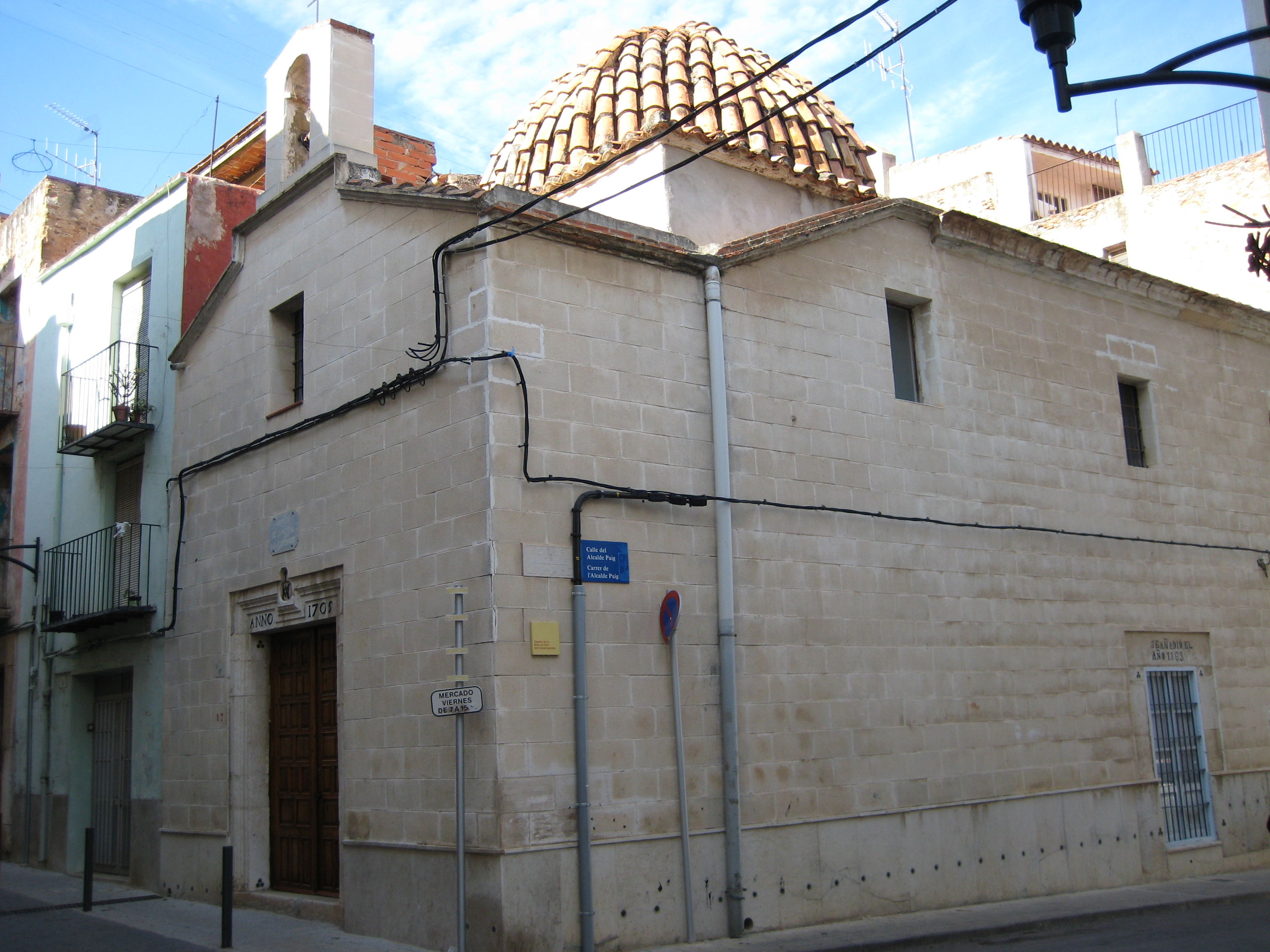
Каплиця Ла-Вірхен-де-лос-Десампарадос
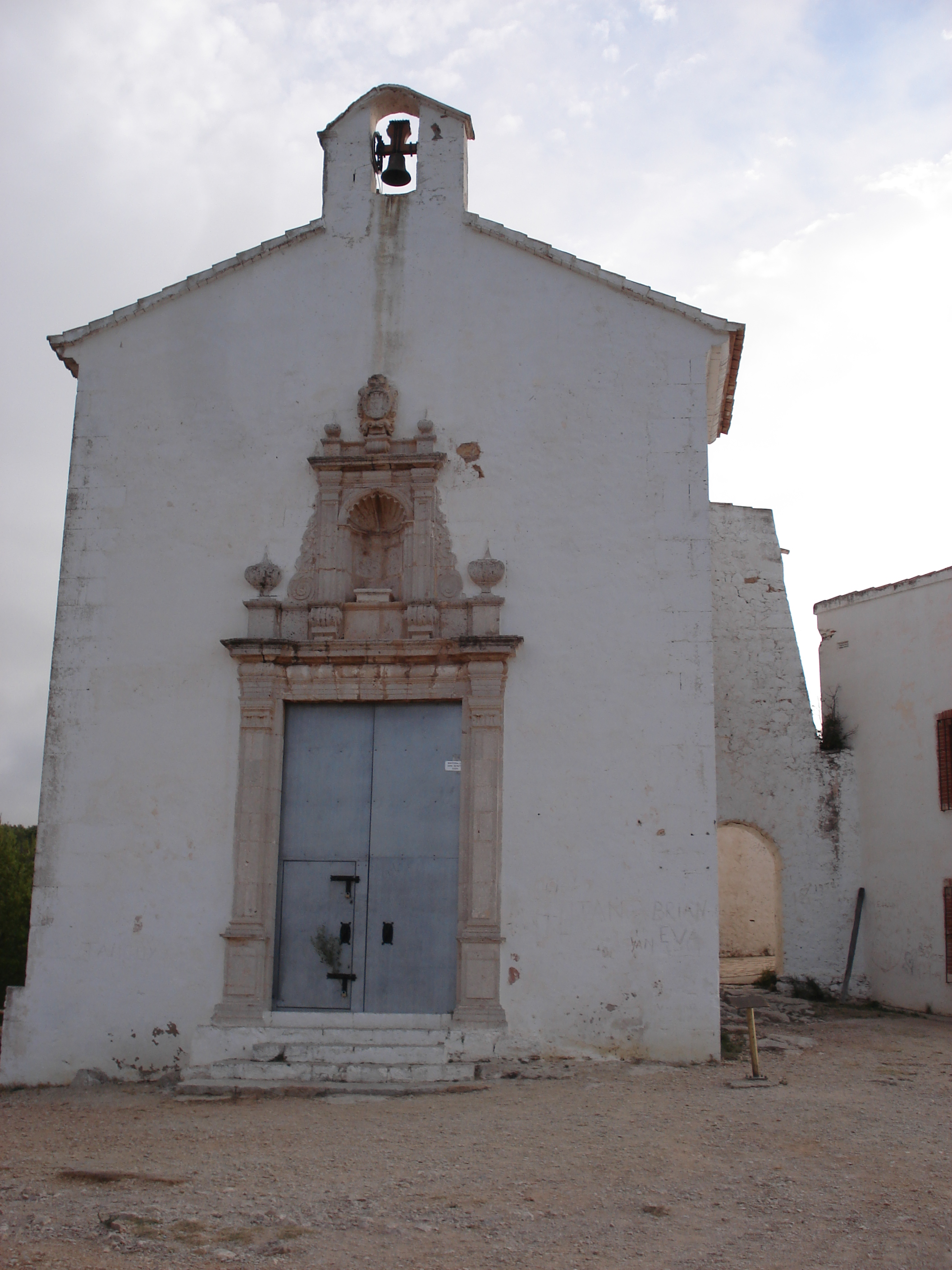
Каплиця Сан-Беніто-і-Санта-Лусія